# Tirtosari
Tirtosari is een bestuurslaag in het regentschap Magelang van de provincie Midden-Java, Indonesië. Tirtosari telt 2782 inwoners (volkstelling 2010).